# Formel-Nippon-Saison 2006
Die Formel-Nippon-Saison 2006 wurde vom 1. April bis zum 19. November im Rahmen von 9 Rennen ausgetragen. In die Wertung kamen alle erzielten Resultate.
| Punktewertung |    |   |   |   |   |   |
| Platz:        | 1  | 2 | 3 | 4 | 5 | 6 |
| Punkte:       | 10 | 6 | 4 | 3 | 2 | 1 |

## Rennkalender
|   | Datum             | Rennen | Strecke   | Pole-Position   | Platz 1         | Platz 2            | Platz 3          |
| - | ----------------- | ------ | --------- | --------------- | --------------- | ------------------ | ---------------- |
| 1 | 1.–2. April       | Japan  | Fuji      | Benoît Tréluyer | Benoît Tréluyer | Tsugio Matsuda     | Satoshi Motoyama |
| 2 | 15.–16. April     | Japan  | Suzuka    | Benoît Tréluyer | Loïc Duval      | Björn Wirdheim     | Benoît Tréluyer  |
| 3 | 27.–28. Mai       | Japan  | Motegi    | Takashi Kogure  | André Lotterer  | Benoît Tréluyer    | Satoshi Motoyama |
| 4 | 9.–10. Juni       | Japan  | Suzuka    | Benoît Tréluyer | Benoît Tréluyer | Tsugio Matsuda     | Satoshi Motoyama |
| 5 | 5.–6. August      | Japan  | Autopolis | Takashi Kogure  | Tsugio Matsuda  | Toshihiro Kaneishi | Tatsuya Kataoka  |
| 6 | 26.–27. August    | Japan  | Fuji      | Takashi Kogure  | Benoît Tréluyer | André Lotterer     | Satoshi Motoyama |
| 7 | 16.–17. September | Japan  | Sugo      | Takashi Kogure  | Loïc Duval      | Benoît Tréluyer    | Tsugio Matsuda   |
| 8 | 20.–21. Oktober   | Japan  | Motegi    | Takashi Kogure  | Benoît Tréluyer | Tsugio Matsuda     | Tatsuya Kataoka  |
| 9 | 18.–19. November  | Japan  | Suzuka    | Tsugio Matsuda  | André Lotterer  | Tsugio Matsuda     | Tatsuya Kataoka  |

## Punktestand

### Fahrer
| 1. | Benoît Tréluyer  | 51 |
| 2. | Tsugio Matsuda   | 37 |
| 3. | André Lotterer   | 30 |
| 4. | Loïc Duval       | 25 |
| 5. | Satoshi Motoyama | 16 |

| 6.  | Björn Wirdheim     | 13,5 |
| 7.  | Tatsuya Kataoka    | 13   |
| 8.  | Yūji Tachikawa     | 10   |
| 9.  | Toshihiro Kaneishi | 9    |
| 10. | Ronnie Quintarelli | 6    |

| 11. | Sakon Yamamoto    | 3,5 |
| 12. | Takashi Kogure    | 3   |
| 13. | Takeshi Tsutiya   | 2   |
| 14. | Hideki Mutō       | 1   |
|     | Masataka Yanagida | 1   |

### Team
| 1. | Mobilecast Impul | 88   |
| 2. | DHG Tom’s        | 32   |
| 3. | Piaa Nakajima    | 26   |
| 4. | Arting Impul     | 16   |
| 5. | DoCoMo Dandelion | 13,5 |

| 6.  | Team LeMans             | 13  |
| 7.  | Arta                    | 12  |
| 8.  | Reckless Cerumo         | 10  |
| 9.  | Boss Inging Team Cerumo | 6   |
| 10. | Kondo                   | 4,5 |